# 産所町
産所町（さんしょちょう）は、兵庫県西宮市にある町丁。1丁目から14丁目まである。郵便番号は662-0978。

## 地理
東は和上町、田中町に接する。西は宮西町、神楽町に接する。北は平松町、安井町、南は社家町と接する。

## 交通

### 鉄道
JR神戸線、阪神本線が通っているが駅はない。

### 道路
国道2号線

## 校区
市立小・中学校に通う場合、校区は以下の通り。
| 丁目 | 小学校     | 中学校     |
| ---- | ---------- | ---------- |
| 1    | 浜脇小学校 | 浜脇中学校 |
| 2    | 浜脇小学校 | 浜脇中学校 |
| 3    | 浜脇小学校 | 浜脇中学校 |
| 4    | 浜脇小学校 | 浜脇中学校 |
| 5    | 浜脇小学校 | 浜脇中学校 |
| 6    | 浜脇小学校 | 浜脇中学校 |
| 7    | 浜脇小学校 | 浜脇中学校 |
| 8    | 浜脇小学校 | 浜脇中学校 |
| 9    | 浜脇小学校 | 浜脇中学校 |
| 10   | 浜脇小学校 | 浜脇中学校 |
| 11   | 浜脇小学校 | 浜脇中学校 |
| 12   | 浜脇小学校 | 浜脇中学校 |
| 13   | 浜脇小学校 | 浜脇中学校 |
| 14   | 安井小学校 | 大社中学校 |
| 15   | 安井小学校 | 大社中学校 |

## 施設

### 5丁目
産所公園

### 10丁目
NTT西日本兵庫支社

### 13丁目
くら寿司さくら夙川店